# Eva Dickson
Pour les articles homonymes, voir Dickson.
Eva Amalia Maria Dickson, née Eva Lindström le 8 mars 1905 et morte le 24 mars 1938, est une exploratrice, pilote de rallye, aviatrice et écrivaine de voyage suédoise. Elle est la première femme à avoir traversé le désert du Sahara en voiture. Elle est peut-être la première femme pilote de rallye en Suède (1925) et la troisième femme aviatrice suédoise (1923).

## Biographie
Eva Dickson est la fille d'Albert Lindström, un gestionnaire de haras et de sa femme Maria « Mille » Lindström. Elle grandit au château de Ljung (en).
En 1925, elle épouse le pilote de rallye Olof Dickson, arrière-petit-fils de James Dickson (en). Son mari lui fait découvrir le monde des courses automobiles. Elle participe à de nombreuses courses, allant jusqu'à participer aux courses réservées aux hommes en s'inscrivant sous le pseudonyme d'Anton Johansson. De ce mariage, elle a un fils, Åke « Dicke » Dickson en 1928.
Mais Olof Dickson n'apprécie pas l'indépendance de sa femme quand, en 1930, elle se rend à Paris avec une amie en voiture. Le couple divorce en 1932. Cette même année, elle devient la troisième femme suédoise à obtenir son brevet de pilote.

Ses aventures ont attiré une grande attention et elle publie plusieurs guides de voyage et des récits de ses expériences. Elle finance ses excursions en faisant des paris avec divers gens de la haute société.

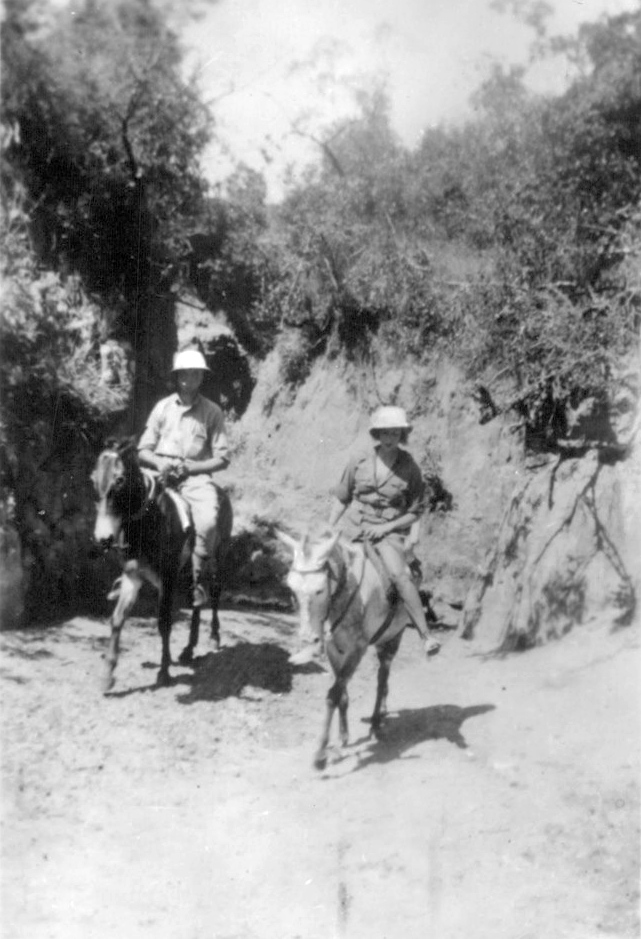
Eva Dickson en Abyssinie à l'automne 1935.

En 1932, elle rencontre le baron Bror von Blixen-Finecke — ex-époux de l'écrivaine Karen Blixen. Ils se rencontrent au Kenya et deviennent rapidement amants. La même année que sa rencontre avec Blixen, elle prend un pari et se rend en voiture, en 27 jours, de Nairobi à Alger, devenant ainsi la première femme à avoir traversé le Sahara en voiture,. Son exploit est relayé par de nombreux journaux de l'époque,,.
En 1934, elle est de retour au Kenya avec Bror Blixen, où elle participe à diverses expéditions scientifiques. L'année suivante, ils se rendent tous les deux en Éthiopie, où elle couvre la crise d'Abyssinie en tant que correspondante de guerre pour le Vecko-Journalen, un journal suédois. Ils quittent l'Éthiopie à dos de mulets pour un voyage de retour de 2 000 kilomètres vers le Kenya,.
En 1936, le couple se marie à New York et passe sa lune de miel à naviguer autour de Cuba et des Bahamas avec ses amis Ernest Hemingway et son épouse,. Le voyage se termine avec la visite du couple chez les Hemingway, à Key West.

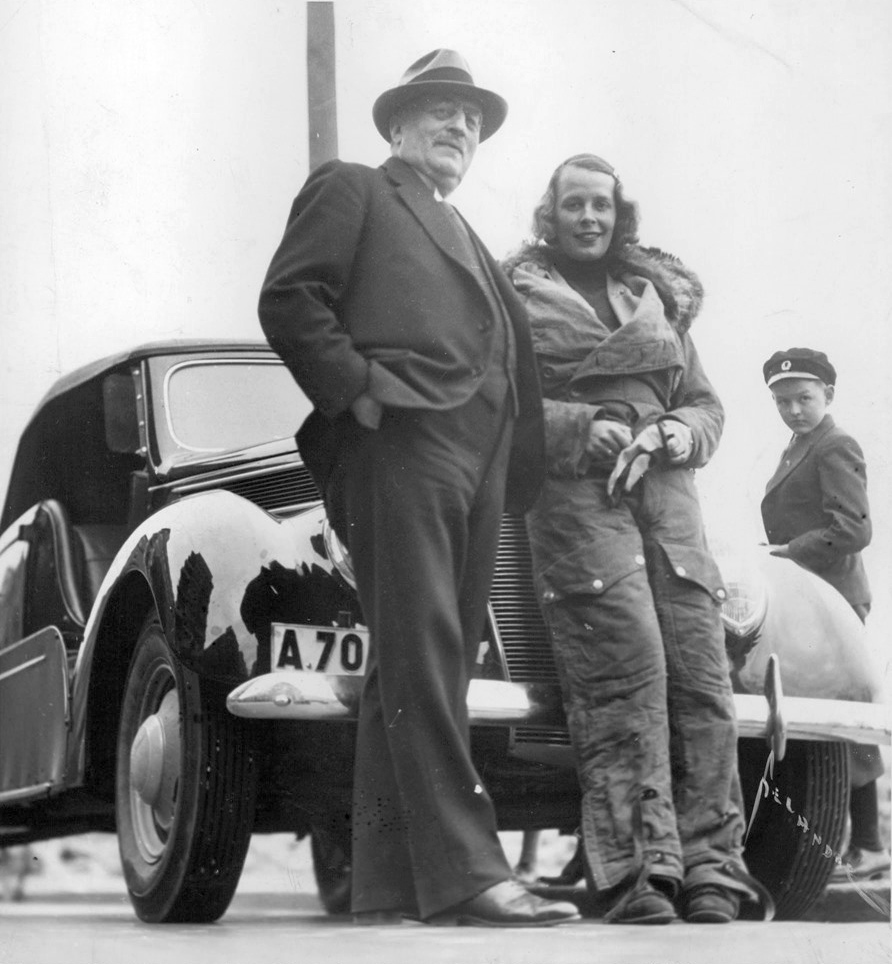
Eva Dickson avec Sven Hedin juste avant le départ de celle-ci vers la Chine (1937).

Le 3 juin 1937, elle entame un voyage en voiture de Stockholm à Pékin via la route de la soie. Devenir la première personne à suivre en voiture la Route de la soie était depuis longtemps son grand rêve, et une chose qu'elle voulait faire avant de s'installer avec Bror au Kenya. Conduisant sans aucun compagnon, le voyage l’amène à travers l'Allemagne, la Pologne, la Roumanie, la Turquie, la Syrie et l'Iran. Après avoir atteint l'Afghanistan, on lui conseille de faire un détour par l'Inde, car son itinéraire prévu était considéré comme trop dangereux pour une femme seule. Arrivée à Calcutta, elle tombe malade et est soignée par une cure d'arsenic dans un hôpital, ce qui aggrave son état,.
Pendant son séjour à Calcutta, elle réalise qu'elle manque d'argent. Elle apprend également la nouvelle de la seconde guerre sino-japonaise et se rend compte que son itinéraire prévu vers la Chine est désormais impossible et qu'elle doit renoncer à son projet de rejoindre Pékin. Bien qu'affaiblie après son séjour à l'hôpital, elle décide de retourner en Europe. Pour financer son voyage, elle fait un pari avec un Britannique : retourner en Europe plus rapidement en voiture qu'en bateau,.
Lorsqu'elle atteint Bagdad en Irak en mars 1938, son voyage dure depuis neuf mois. Près de Bagdad, elle perd le contrôle de sa voiture dans un virage serré et fait une sortie de route. Elle meurt sur le coup,,. Son mari est immédiatement prévenu de sa mort par télégramme, mais il est en safari et ne reçoit le message qu'à son retour à Nairobi le 28 juillet 1938. À ce moment-là, son corps a déjà été transporté à Stockholm, où elle est enterrée le 22 avril 1938 au Cimetière du Nord à Solna,.

## Publications
- (sv) En Eva i sahara. Äventyr och upplevelser under heta zoner, 1933, 205 p.mémoires sur sa traversée du Sahara

## Galerie

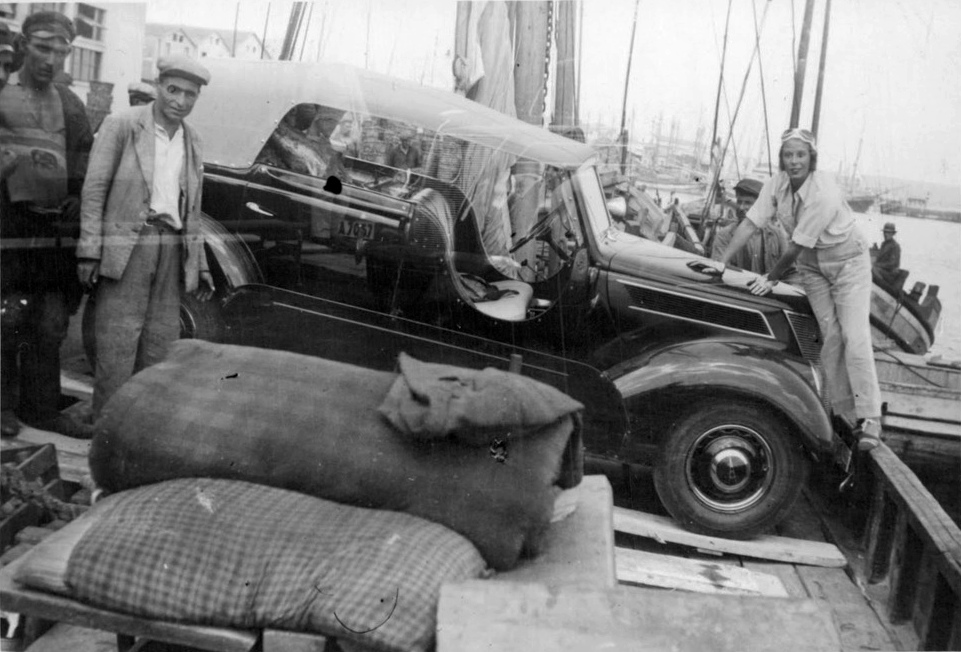
Eva Dickson en 1932.
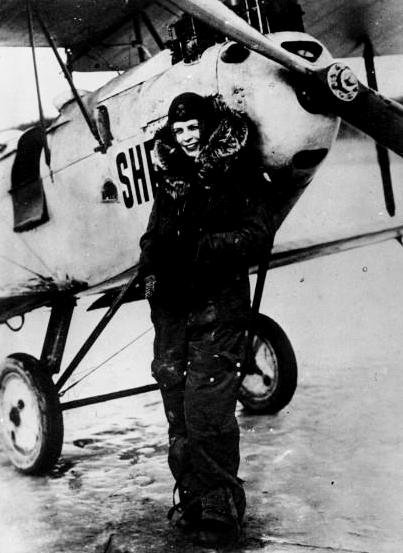
Eva Dickson en 1933.
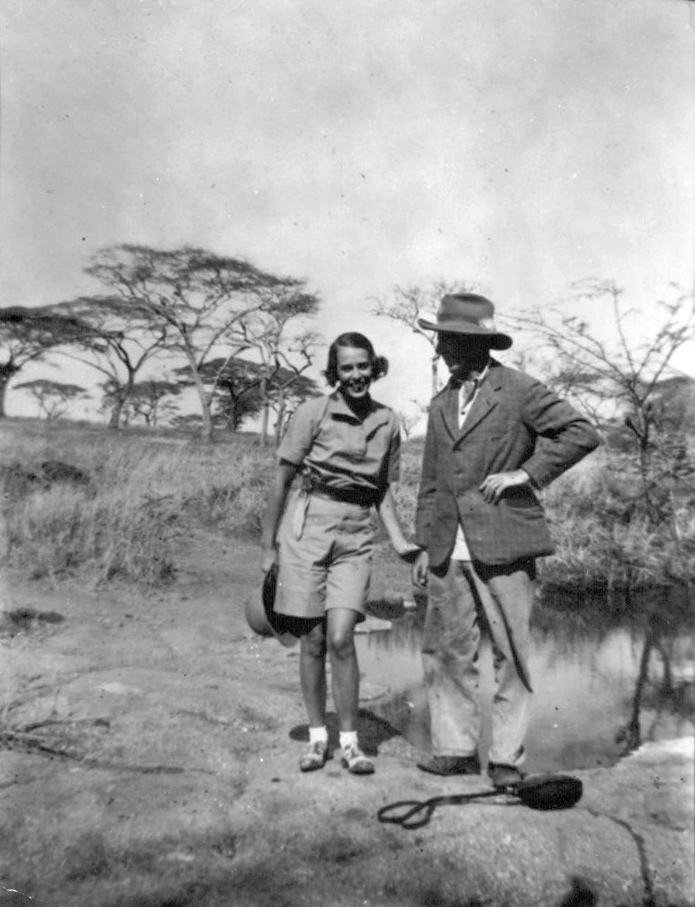
Eva Dickson et Bror von Blixen-Finecke en 1935.
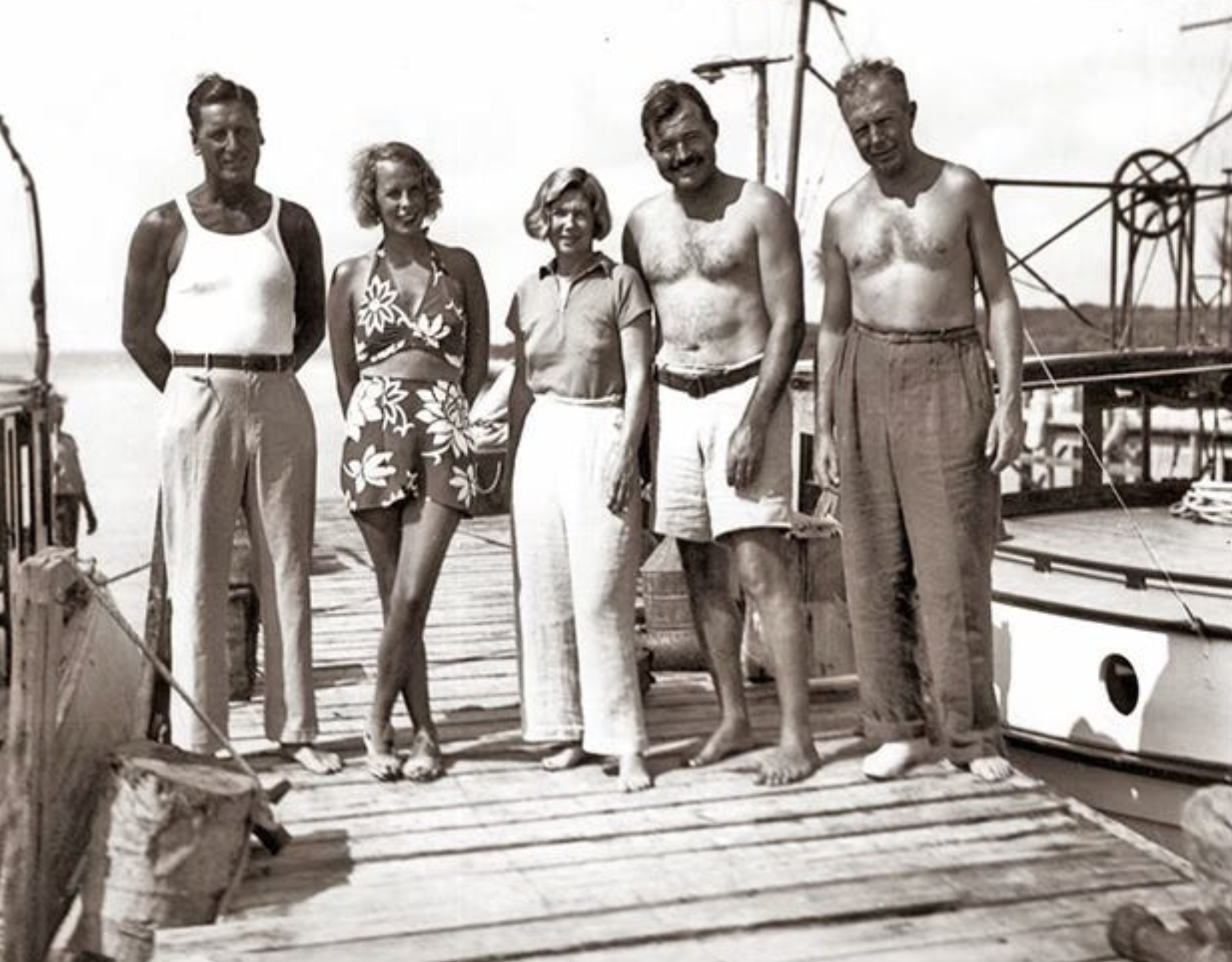
Eva Dickson et Bror Blixen durant leur lune de miel en 1936. De dr. à g. : Bror Blixen, Ernest Hemingway, Pauline Pfeiffer, Eva Dickson, un homme.